# Katerina Pisetsky
Katerina Pisetsky (ros. Екатерина Евгеньевна Писецки, ukr. Катя Пісецька, hebr. קטרינה איבגניה פיסצקי; ur. 26 lutego 1986 w Zaporożu) – izraelska gimnastyczka artystyczna, reprezentantka Izraela w układzie zbiorowym podczas Letnich Igrzysk Olimpijskich w Pekinie.

## Osiągnięcia
- Igrzyska Olimpijskie – Pekin 2008 – układ zbiorowy w gimnastyce artystycznej – 6 miejsce[1].